# Aristosuchus pusillus
Aristosuchus pusillus (gr. "el mejor cocodrilo pequeño") es la única especie conocida del género extinto Aristosuchus de dinosaurio celurosauriano, que vivió a principios del período Cretácico, hace aproximadamente 125 millones de años, en el Barremiense, en lo que hoy es Europa. Guarda una gran cantidad de similitudes con el Compsognathus, es considerado por algunos autores como la misma especie. También es confundido con Calamospondylus como lo hiciese el Reverendo William Darwin Fox, en 1866 pero, basándose en el  pubis, es considerado un compsognátido. Puesto que estas especies son representadas solamente por algunos fragmentos esqueléticos, esta clase de discusión no es infrecuente en paleontología de dinosaurios.Aristosuchus es conocido por un sacro, un pubis, un fémur y varias vértebras. El fémur de Aristosuchus posee un ala anterior en el trocánter y un cuarto trocánter muy reducido. Dos falanges ungulares que fueron encontrados cerca, pueden ser del mismo animal y sugieren la presencia de largas garras. Se calcula que llegó a medir 2 metros de largo, bastante para un compsognátido. Se estima que pesaba unos 30 kilogrampo, pero de acuerdo con Gregory S. Paul , su peso fue de 7 kg.
La especie tipo, Aristosuchus pusillus, fue descripto en 1876, por Richard Owen y llamado  Poekilopleuron pusillus. En 1887, Harry Govier Seeley (1839-1909) le dio el nombre de Aristosuchus al género, Fue encontrado en la Isla de Wight, en la Formación Wessex y en Bauxita de Cornet en Rumania. Nombrado originalmente por Seeley para una clase de reptil consideraba distinto de dinosaurios y de cocodrilos, aunque con algunas características de ambos, de acuerdo con un espécimen nombrado Calamospondylus por el Fox en 1866. El nombre deriva del griego  ąριστον, el más valiente, el mejor, el más noble y σουχος, la deformación en griego clásico del nombre del Dios cocodrilo del  Egipto antiguo. Compartió muchas características con los pájaros.

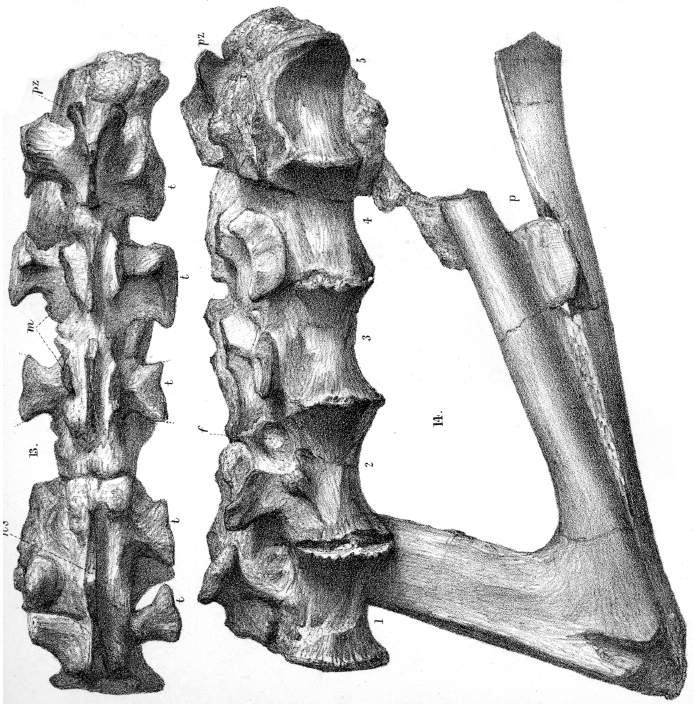
Sacro y pubis ilustradas por Seeley.
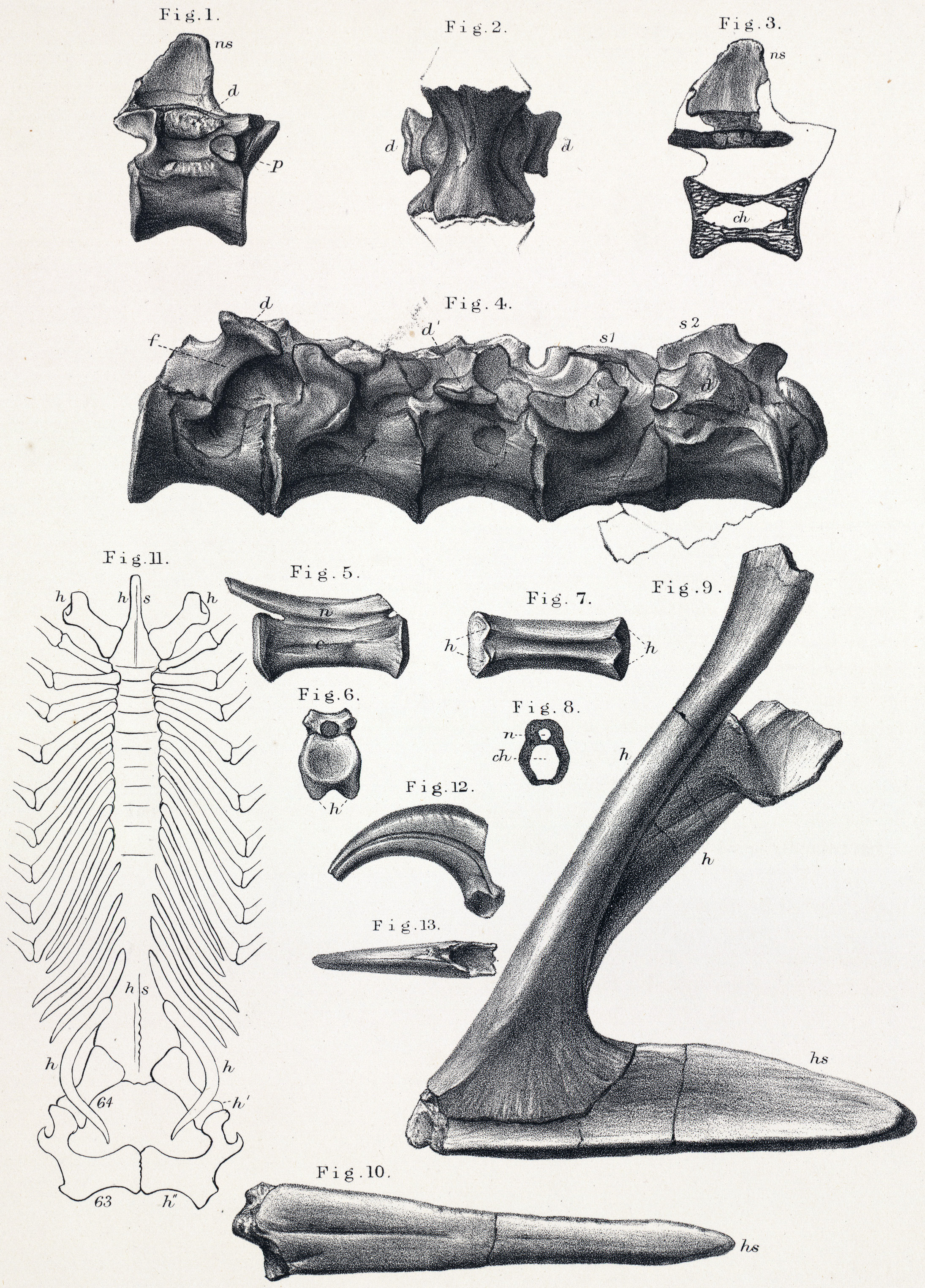
Elementos asignados ilustrados por Owen.